# Alexandru Lipcan (politician)
Alexandru Lipcan (n. 1959) este un deputat moldovean în Parlamentul Republicii Moldova, ales în Legislatura 2005-2009 pe listele partidului Blocul electoral Moldova Democrată.
Născut la 12 septembrie 1959 în satul Sipoteni, raionul Călărași.
Studii: Universitatea de stat din Moldova.
Profesia: istoric, profesor de istorie, licențiat în drept.
Activitatea profesională: funcții în organizații sovietice și obștești din raionul Călărași, profesor de istorie, secretar al consiliului raional Călărași, șef de direcție la prefectura județului Ungheni.
Activitate parlamentară: deputat din 6 martie 2005, secretar al comisiei pentru securitatea națională, apărare și ordinea publică.
Activitatea politică: membru al fracțiunii AMN.